# Wattanasap Jarernsri
Wattanasap Jarernsri (tiếng Thái: วัฒนศัพท์ เจริญศรี, sinh ngày 1 tháng 1 năm 1989), là một Cầu thủ bóng đá người Thái Lan thi đấu ở vị trí tiền vệ cho câu lạc bộ Giải bóng đá Ngoại hạng Thái Lan Chonburi.